# Džangali
Džangali ali Džan Ali (tatarsko Җангали, Džangali, rusko Джан-Али, Džan-ali) je bil od leta 1519 do 1532 kan Kasimskega kanata in zatem od leta 1532 do 1535 kan Kazanskega kanata, * 1516, Kasimov, Kasimski kanat, † 1535, Iske Kazan, Kazanski kanat.
Bil je sin kasimskega kana Šajeha Alahijarja (vladal 1512-1515) in mlajši brat kasimskega kana Šahgalija (vladal 1515-1519).

## Vladanje
Na prestol je prišel leta 1519 po odhodu brata Šahgalija v Kazanski kanat. Kasimski kanat je bil vazal Moskovske velike kneževine, zato je imel tesne vezi z  Moskvo. 
Leta 1532 je moskovski veliki knez Vasilij III. porazil Kazanski kanat. Kan Safa Geraj je pobegnil, zato je promoskovska stranka v kazanskem plemstvu za njegovega naslednika izbrala šestnajstletnega Džangalija.  Leta 1633 se je poročil s Sujumbike, hčerko nogajskega plemiča.
Na kazanskem prestolu sta z njim popolnoma manipulirala Bulat Širin in kraljica Gavharšat, vdova ali sestra kana Mohameda Amina. Leta 1535 je kazansko plemstvo organiziralo državni udar, v katerem so ga odstavili in izgnali v Iske Kazan. Starejši viri navajajo, da so ga umorili.

## Sklic
1. ↑  Henry Hoyle Howorth (1880). History of the Mongols. Part 2, str. 433 (za Kasimov) in 393-400 (za Kazan).